# Mindelo (Turiscai)
Mindelo ist ein osttimoresischer Suco im Verwaltungsamt Turiscai (Gemeinde Manufahi).

## Geographie
Vor der Gebietsreform 2015 hatte Mindelo eine Fläche von 15,47 km². Nun sind es 19,73 km². Der Suco liegt im Südwesten des Verwaltungsamts Turiscai. Nördlich befindet sich der Suco Aitemua, nordöstlich der Suco Beremana und östlich der Suco Orana. Im Südosten grenzt Mindelo an das Verwaltungsamt Fatuberlio mit seinem Suco Fahinehan, im Süden an das Verwaltungsamt Same mit seinem Suco Tutuluro und im Westen an das zur Gemeinde Ainaro gehörende Verwaltungsamt Maubisse mit seinem Suco Manetú. Die Ostgrenze von Mindelo bildet der Sui, ein Nebenfluss des Caraulun, der hier noch einen Zufluss erhält.
Größere Straßen, die den Suco mit der Außenwelt verbinden, fehlen. So mussten für die Parlamentswahlen in Osttimor 2007 die Wahlurnen zum Wahllokal in der Grundschule Escola Primaria Mindelo mit einem Hubschrauber hingebracht und wieder abgeholt werden. An der Nordgrenze liegt das Dorf Orcenaco (Orsenaco), im Süden die Orte Maubissi (Maubisse, Maubesi, Maubessi) und Aidila und im Osten das Dorf Binani.
Im Suco befinden sich die vier Aldeias Aidila, Binani, Maubissi und Orcenaco.

## Einwohner
In Mindelo leben 578 Einwohner (2022), davon sind 301 Männer und 277 Frauen. Im Suco gibt es 96 Haushalte. Über 50 % der Einwohner geben Mambai als ihre Muttersprache an, etwas weniger als 50 % Tetum Prasa. Die restliche Bevölkerung spricht Sa’ane, Idalaka, Habun oder Atauru.

## Geschichte

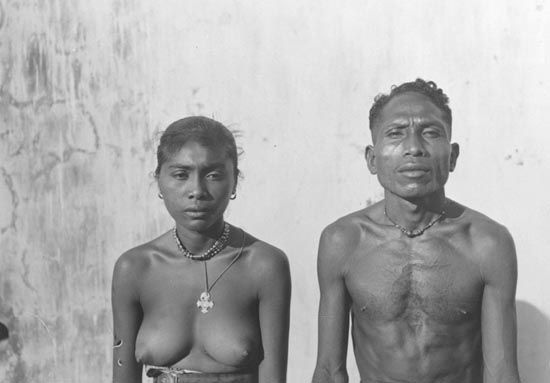
„Ein Paar von Lakalei-Sprechern aus Maubissi“, Álbum Fontoura, vor 1940

Während des Zweiten Weltkriegs wurde Portugiesisch-Timor von den Japanern besetzt und wurde Schauplatz der Schlacht um Timor, in der australische Kommandos und ein Teil der Bevölkerung in Guerillataktik gegen die Besatzer kämpften. Am 15. Oktober 1942 besetzten die Australier Maubissi, den Hauptort des Sucos. In den nächsten Tagen griffen immer wieder Gruppen von 50 bis 60 Timoresen mit zwei oder drei Japanern die Australier in Mindelo und Turiscai an. Mehrere Timoresen kamen dabei ums Leben, ebenso ein oder zwei Japaner. Am 11. November mussten auch die Australier den Verlust von zwei Mann hinnehmen und sich zurückziehen.
Mit Hilfe von Timoresen aus Tutuluro, die mit den Einwohnern aus Mindelo schon lange verfeindet waren, gingen die Australier am 16. November zum Gegenangriff über (Das Australian War Memorial nennt als Datum 12. Dezember). Acht Australier beschossen die Hütten mit Maschinengewehren, danach stürmten die timoresischen Hilfstruppen mit Speeren und Macheten das Dorf. Es folgte „ein bisschen Gemetzel“, wie es der australische Soldat Harry Sproxton bezeichnete. Die Angreifer töteten 46 Timoresen und nahmen drei Männer, 28 Frauen und sieben Kinder gefangen. Etwa 110 Hütten wurden niedergebrannt und Pferde, Büffel und Schweine erbeutet. Die einheimischen Verbündeten der Australier „eigneten sich“ die Frauen an, die zuvor das „Eigentum“ der getöteten Feinde waren, berichtet eine australische Quelle. Nachdem die Australier ihre Verbündeten verließen, töteten diese die drei männlichen Gefangenen.

Mindelo im Zweiten Weltkrieg
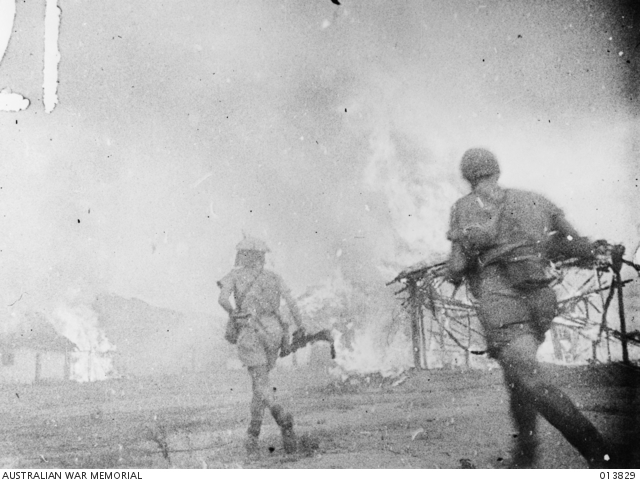
Australische Soldaten brennen Hütten in Maubissi nieder
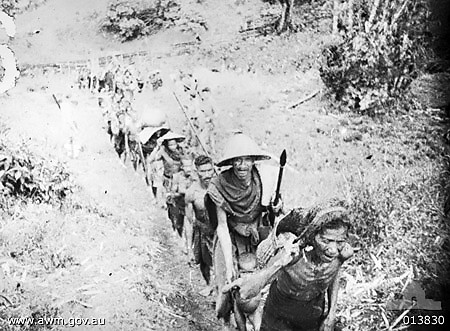
Einheimische Verbündete Australiens und ihre Gefangene
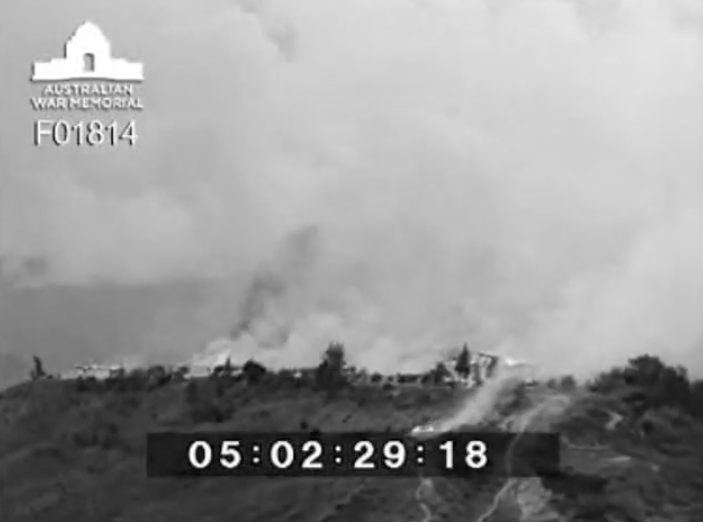
Brennende Hütten in Mindelo/Maubissi
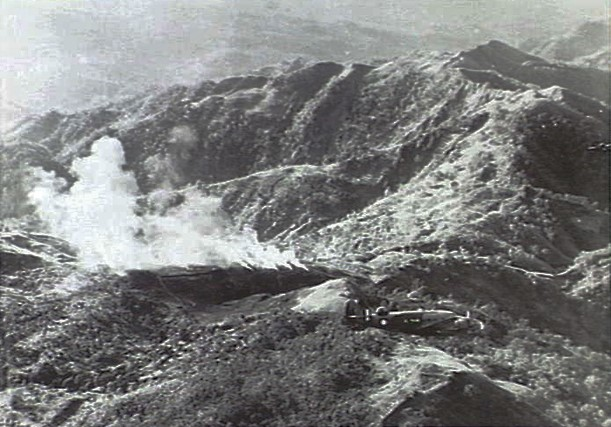
Ein australischer Lockheed Hudson überfliegt das brennende Mindelo

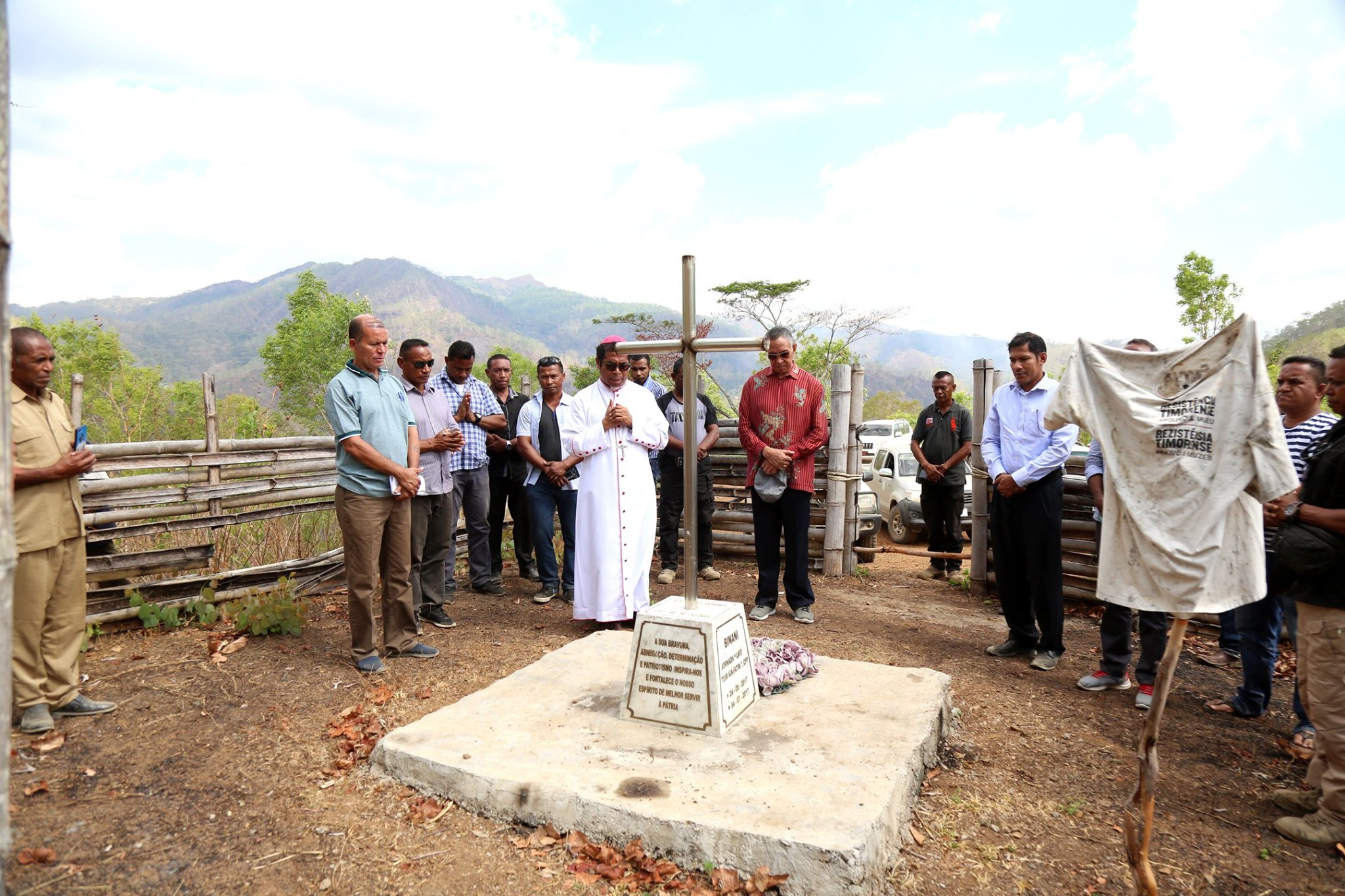
Einweihung der Gedenkstätte für Nicolau Lobato (2019)

Nicolau dos Reis Lobato, der Präsident Osttimors und Führer der Widerstandsbewegung gegen die Indonesier wurde in Mindelo am 31. Dezember 1978 von der indonesischen Armee gestellt und kam dabei ums Leben.
Am 25. Oktober 2021 wurde mit dem Bau der Leitung für den Anschluss des Sucos an das Stromnetz begonnen.

## Politik
Bei den Wahlen von 2004/2005 wurde Luís Fatima zum Chefe de Suco gewählt. Bei den Wahlen 2009 gewann Marcelo Barreto und 2016 Mateus da Silva.